# Chaetonotus gastrocyaneus
Chaetonotus gastrocyaneus är en djurart som tillhör fylumet bukhårsdjur, och som beskrevs av Brunson 1950. Chaetonotus gastrocyaneus ingår i släktet Chaetonotus och familjen Chaetonotidae. Inga underarter finns listade i Catalogue of Life.